# Ударний молоток

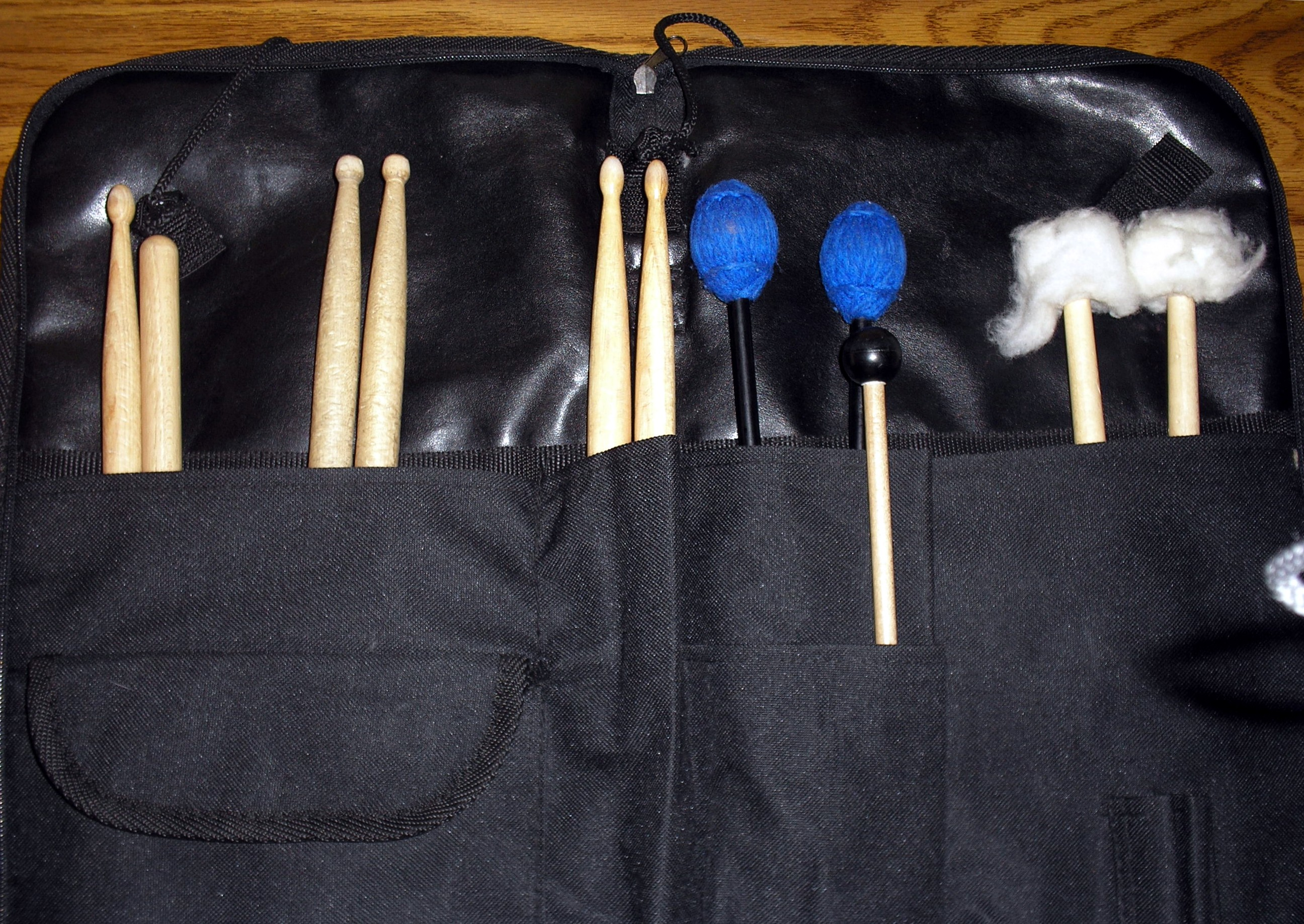
Сумка для різноманітних молотків

Ударний молоток або бітер — це предмет, який використовується для ударів або ударів по ударному інструменту з метою отримання його звуку.
Термін бітер є трохи загальнішим. Молоток зазвичай тримають у руці, а бітер може бути ножним або механічним, наприклад, у педалі басового барабана. Термін «барабанна паличка» є ще менш загальним, але все ще застосовується до широкого кола колот. Деякі молотки, такі як трикутник, зазвичай використовуються лише з певним інструментом, тоді як інші використовуються на багатьох різних інструментах. Часто молотки з різного матеріалу та твердості використовуються для створення різних тембрів на одному і тому ж типі інструменту (наприклад, використовуючи або дерев’яні, або молотки з пряжі на ксилофоні).
Деякі молотки, такі як молотки для вібрафонів, зазвичай називаються молотками, інші мають більш спеціалізовані назви, зокрема:
- Барабанні палички багатьох типів, деякі з них використовуються з різними інструментами.
- Rutes, використовується з багатьма інструментами.
- Кисті, які використовуються особливо з малим барабаном, а також з багатьма іншими інструментами.
- Самоскиди використовували для удару бодхрана.
- Bachi, використовується з японськими барабанами тайко.
- Молотки, використовувані для ударів по трубчастих дзвонах

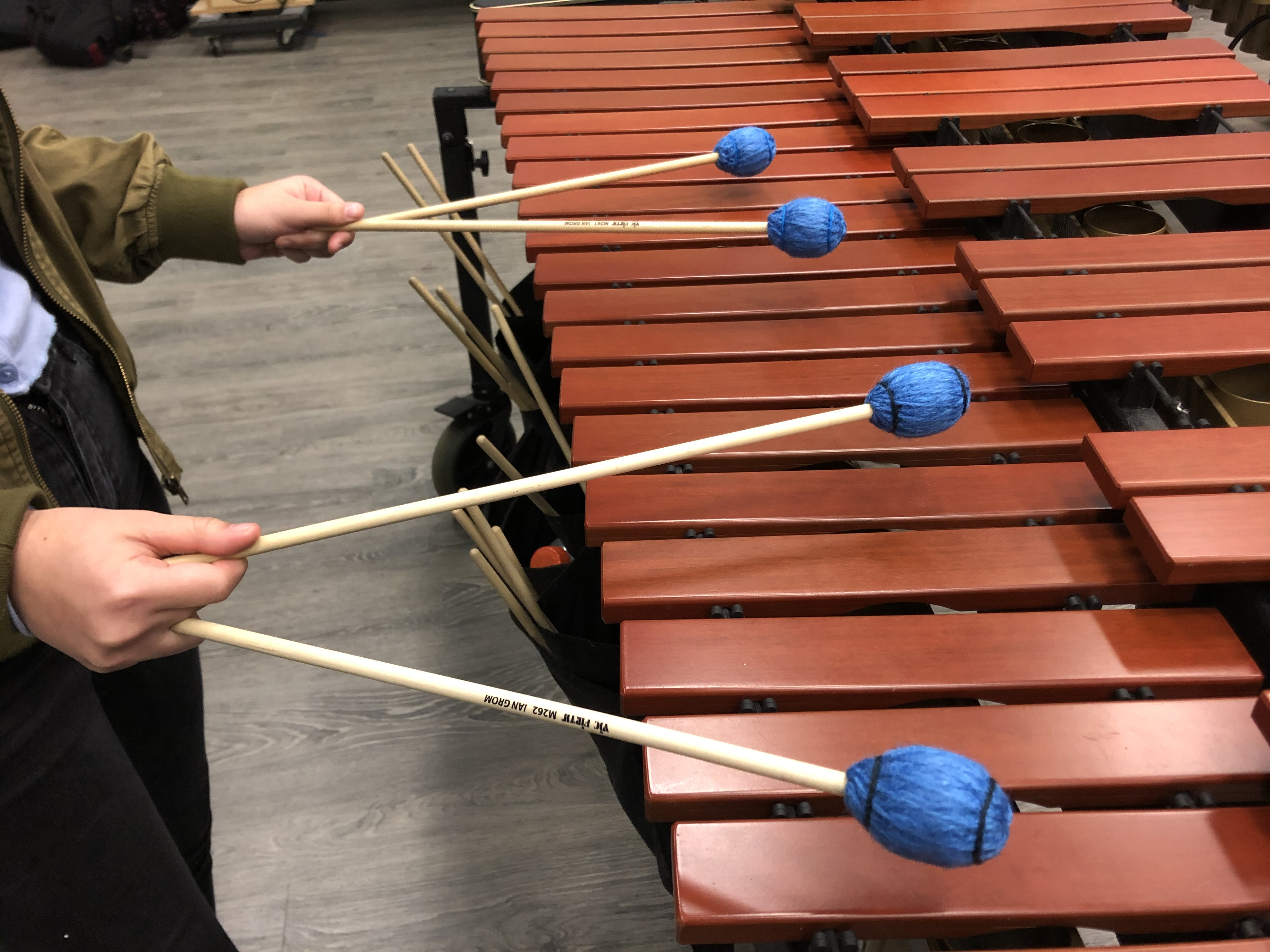
Молотки з синтетичної пряжі, що тримаються в рукоятці Стівенса

### Молотки

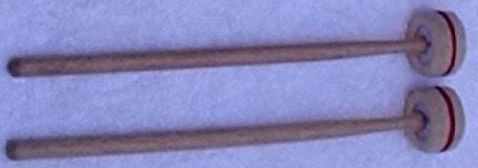
Киянки з колесами з дерев'яними стрижнями та головками з повсті, що утримуються між сталевими шайбами

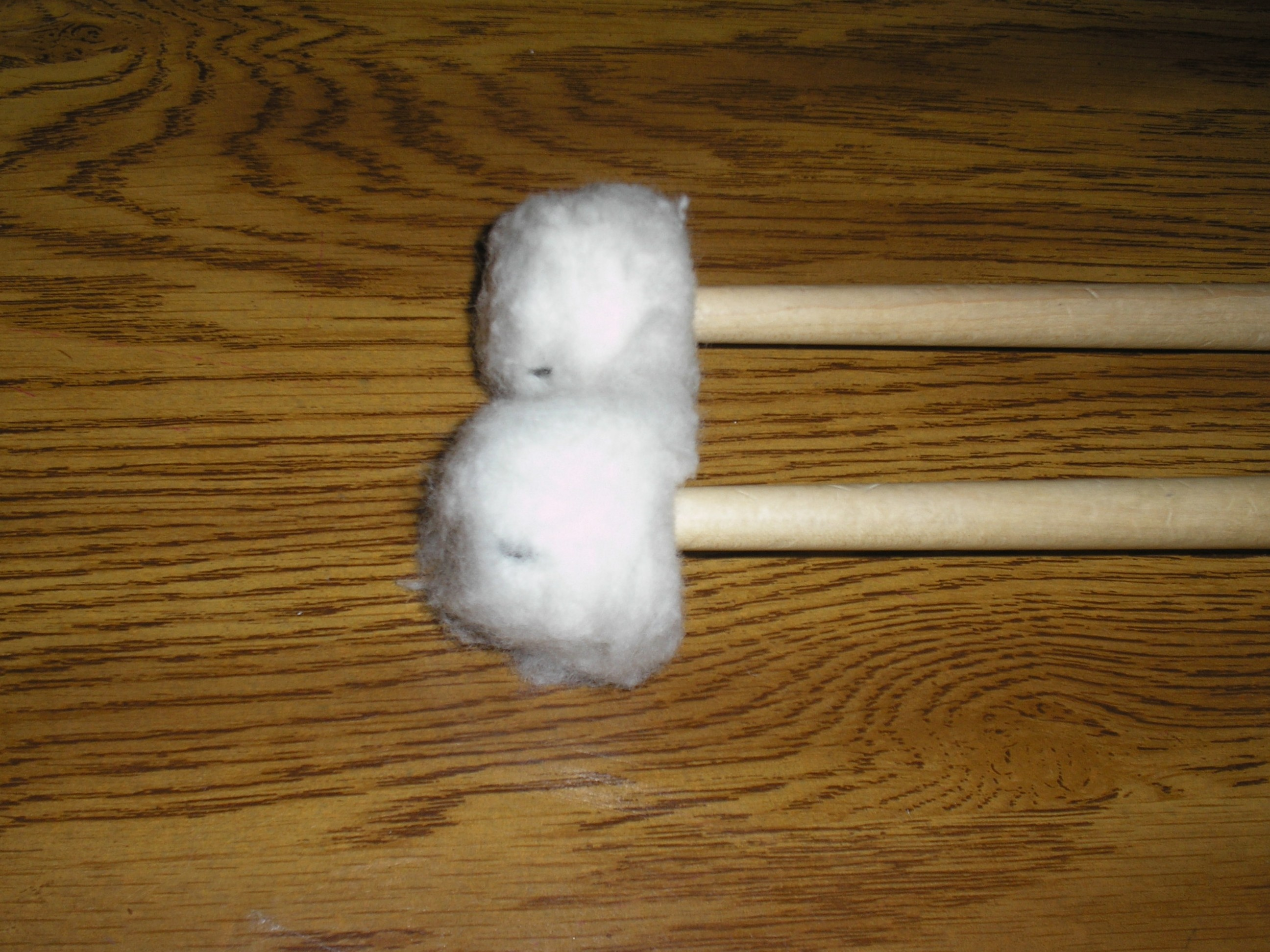
Молотки для литавр

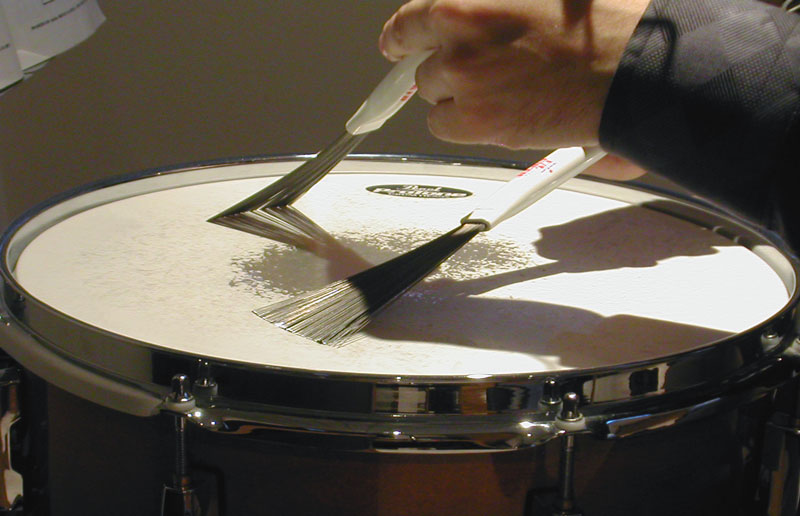
Кисті, що використовуються на малому барабані

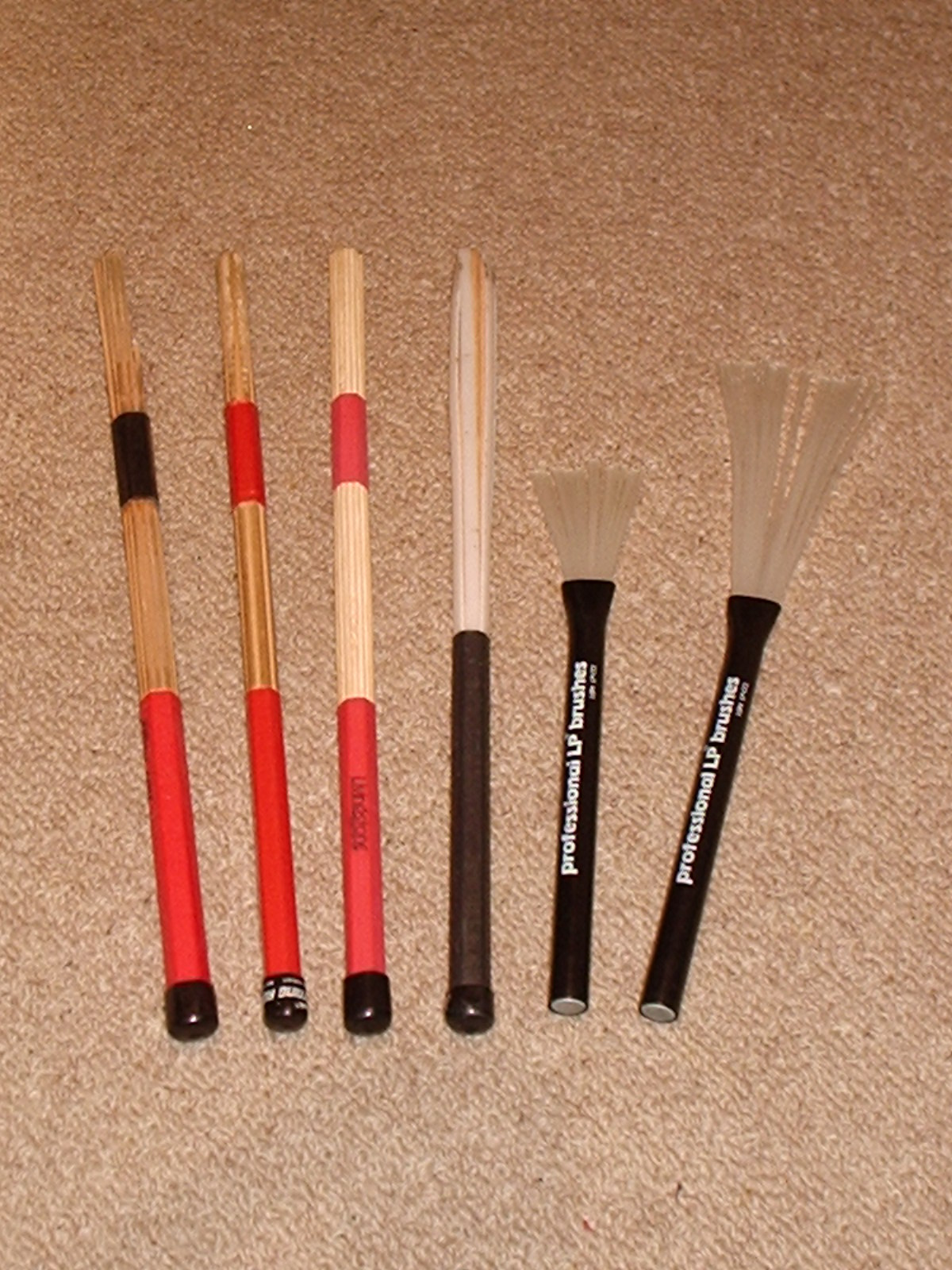
Рути і нейлонові щітки

Крім того, що молоток є загальним терміном для ручного збивача, він також використовується спеціально для позначення ручного збивача, що складається з голівки, з’єднаної з тонким стрижнем і використовується в парах. Існує широкий вибір молотків для створення бажаного звуку, артикуляції, характеру та динаміки для п’єс, які граються.  Професійні перкусіоністи зазвичай мають під рукою хороший вибір молотків, щоб бути готовими до кожного твору. Існує три основних типи:
- Молотки без упаковки, які використовуються на ґлокеншпілях, ксилофонах та інших інструментах із клавішами, виготовленими з міцного матеріалу, мають головки з латуні, гуми, нейлону, акрилу, дерева чи інших твердих матеріалів.

- Загорнуті молотки, які в основному використовуються на маримбі, вібрафоні та інших інструментах із м’якшими клавішами (хоча їх можна використовувати й на більш міцних інструментах), мають головки з келону, гуми, нейлону, акрилу чи інших матеріалів середньої жорсткості, загорнуті в м’якіші матеріали. як пряжа, шнур або латекс. Загорнуті молотки також є вибором для гри на підвішених тарілках, хоча гравці на барабанних установках зазвичай використовують барабанні палички.
- Повстяні киянки або киянки з колесами мають головки, що складаються з шарів повсті, які утримуються між двома сталевими шайбами. Вони в основному використовуються на ненастроєних ударних інструментах, а також на литаврах.